# 詹安泰
詹安泰（1902年—1967年4月6日），字祝南，号无庵，广东省饶平县新丰镇楼仔人，著名古典文学学者，文史学家和书法艺术家。他的诗词研究及词学论著在词坛有相当大的影响，有“南詹北夏，一代词宗”、“岭南一大家”的评誉。

## 生平
- 光绪二十八年（1902年），生于于广东省饶平县新丰，父詹上珍，母詹钱氏。
- 1907年－1920年，先后就读于启明小学，饶平县高等小学，金山中学。
- 1921年－1926年，先后就读于國立廣東高等師範學校、国立广东大学中国文学系。
- 1926年，任教韓山師範學院、金山中学。
- 1938年，任国立中山大学教授，担任中文系主任、古典文学研究室主任。
- 1957年, 被打成右派，受迫害。
- 1967年, 文革時遭批鬥、文稿遭焚毀，4月6日，病逝於广州，享年65岁。

## 后代
子詹伯慧，语言学家；孙詹俊，著名足球解说员。

## 著作
- 《無盦詞》(1937年)
- 《花外集笺注》
- 《碧山词笺注》
- 《姜词笺解》
- 《宋人题词集录》
- 《温词管窥》
- 《词学研究十二论》
- 《滇南掛瓢集》(1939年)
- 《鹪鹩巢诗》
- 《离骚笺疏》
- 《李煜词》
- 《宋词散论》
- 《古典文学论集》
- 《詹安泰词学论集》

上海古籍出版社出版有《詹安泰全集》。